# Hans Taeuber
Hans Taeuber (* 15. November 1954 in Wien) ist ein österreichischer Epigraphiker und Althistoriker.
Hans Taeuber studierte ab 1974 an der Universität Wien Klassische Archäologie, Antike Numismatik und Alte Geschichte und war bereits während seines Studiums als Forscher an der Österreichischen Akademie der Wissenschaften sowie als Studienassistent am Institut für Alte Geschichte, Altertumskunde und Epigraphik der Universität Wien angestellt. 1985 wurde er mit einer Dissertation über „Arkadische Inschriften rechtlichen Inhalts“ promoviert und arbeitete fortan als Universitäts-Assistent am selben Institut, bis er 1996 zum Assistenz-Professor ernannt wurde. 2006 habilitierte er sich mit „Studien zur Griechischen Epigraphik“ für das Fach Alte Geschichte, Altertumskunde und Epigraphik und wurde daraufhin zum außerordentlichen Universitätsprofessor ernannt. Forschungsaufenthalte im Ausland führten ihn ans Institute for Advanced Study in Princeton.
Hans Taeuber widmet sich vor allem dem Studium griechischer Inschriften. Er unternahm mehrere Forschungsreisen in die Türkei, vor allem ins ebene (östliche) Kilikien, und nimmt seit 1992 an den Grabungen des Österreichischen Archäologischen Instituts in Ephesos teil, wo er für die Publikation der Inschriften und Graffiti zuständig ist. Zusammen mit Peter Siewert erstellte er auch ein Corpus der Inschriften von Olympia.
Hans Taeuber ist Mitherausgeber der Fachzeitschrift „Tyche“.

## Veröffentlichungen (Auswahl)
- mit Gerhard Thür: Prozeßrechtliche Inschriften der griechischen Poleis: Arkadien. Verlag der Österreichischen Akademie der Wissenschaften, Wien 1994, ISBN 3-7001-2141-5.
- mit Mustafa Hamdi Sayar, Peter Siewert: Inschriften aus Hierapolis-Kastabala. Bericht über eine Reise nach Ost-Kilikien. Verlag der Österreichischen Akademie der Wissenschaften, Wien 1989, ISBN 3-7001-1681-0.
- mit Peter Siewert: Neue Inschriften von Olympia. Die ab 1896 veröffentlichten Texte. Holzhausen, Wien 2013, ISBN 978-3-902868-47-3.